# Mul Apin
Cette page contient des caractères spéciaux ou non latins. S’ils s’affichent mal (▯, ?, etc.), consultez la page d’aide Unicode.

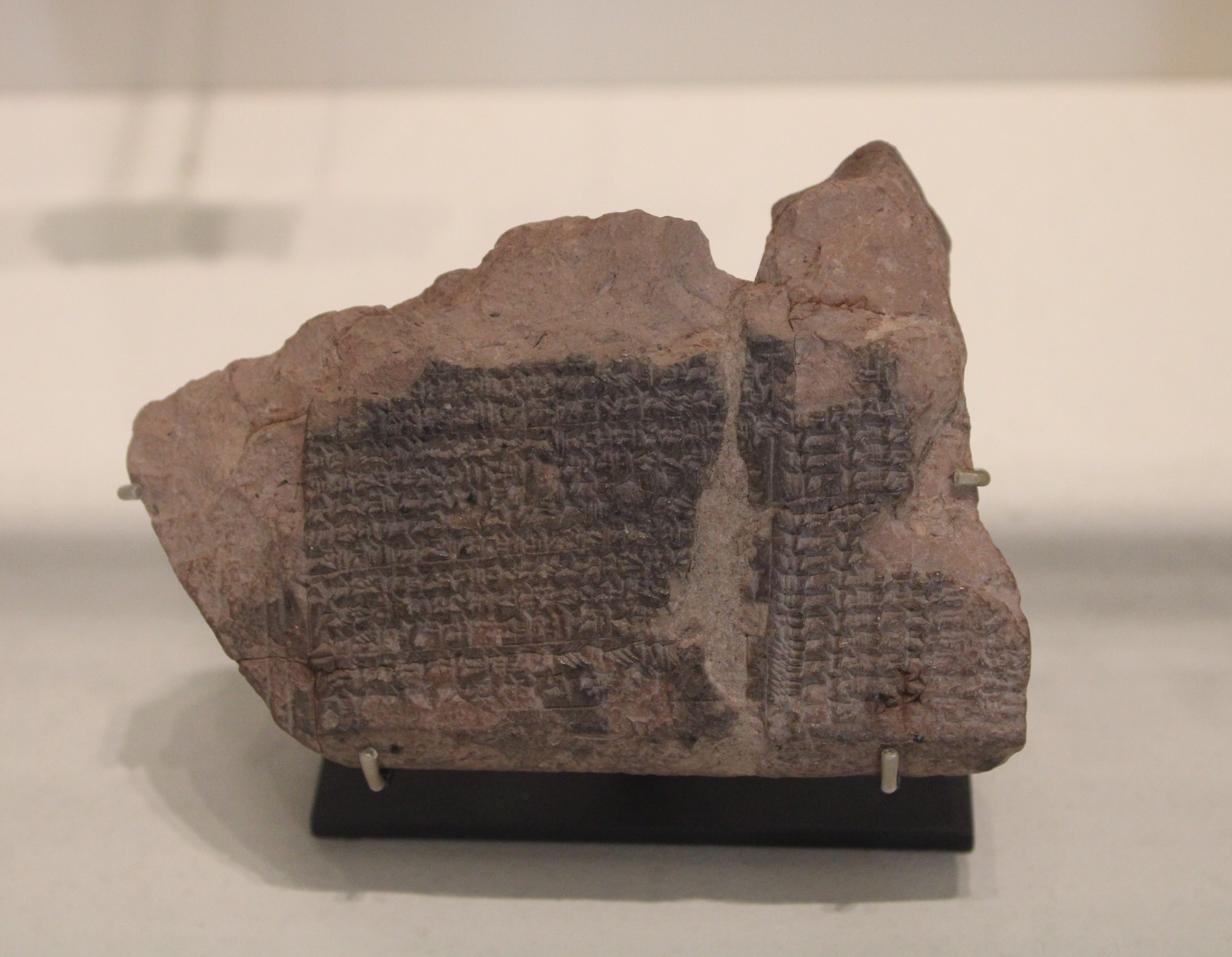
Fragment de tablette de la série astrologique MUL.APIN, d'époque néo-babylonienne. Musée du Louvre.

Le Mul Apin (𒀯𒀳 en cunéiforme, translittéré MUL.APIN) est un texte majeur de l'astronomie mésopotamienne, découvert à Ninive, daté de 686 av. J.-C., mais comportant des références remontant à 1370 av. J.-C. Il liste 66 étoiles et constellations et présente la première carte céleste connue.
Au cours du Ier millénaire av. J.-C., l'astronomie mésopotamienne, tout en restant encore assez descriptive, émerge lentement de son contexte astrologique de départ : les astronomes, ou les veilleurs, notent nuit après nuit tous les phénomènes célestes observés, surtout ceux visibles en début et  fin de nuit.

## Description
Il s'agit d'un catalogue d'étoiles et de constellations datant de plus de 700 ans av. J.-C. Il se présente sous la forme d'un planisphère en argile, divisé en 8 sections, et montrant une ou deux constellations avec les étoiles importantes. Mul Apin signifie « Étoile de la charrue » (mul = « étoile » et apin = « charrue »/« araire » en sumérien), correspondant à l'étoile d'Andromède[Quoi ?]. Il s'agit des premiers mots du texte (incipit), qui servaient pour les scribes mésopotamiens de titre à celui-ci. Ce texte regroupe sur 3 tablettes à l'écriture serrée toutes les connaissances de l'époque en astronomie. Les indications sont données dans un calendrier de "travail" contenant 360 jours dans l'année.
On y trouve des indications sur la durée des jours et des nuits, tous les mois de l'année, une sorte de catalogue d'étoiles situant celles-ci les unes par rapport aux autres, une liste d'étoiles dites "ziqpu" qui permettent de se repérer par rapport au méridien selon la date, la liste des constellations qui se trouvaient sur le "chemin de Sîn" (dieu de la Lune), c’est-à-dire sur l'écliptique, la longueur de l'ombre portée d'un style vertical pour un temps donné depuis le lever du Soleil (cadran solaire), les périodes de visibilité et d'invisibilité des planètes, etc.
Dans ce texte existent 18 constellations dans lesquelles nous retrouvons déjà les signes du zodiaque : 1. Journalier (Bélier), 2. Les étoiles (Pléiades), 3. Le taureau du ciel (Taureau), 4. Le fidèle pasteur d'Anou (Orion), 5. Le vieil homme (Persée), 6. Le bâton brisé (Cocher), 7. Les grands jumeaux (Gémeaux), 8. Le crabe (Cancer), 9. Le Lion, 10. L'épi d'Orge (Vierge), 11. La Balance, 12. Le Scorpion, 13. Pabilsag (Sagittaire), 14. Le poisson chèvre (Capricorne), 15. Le Géant (Verseau), 16. Les Queues (Poissons), 17. L'Hirondelle (S-O Poissons) et 18. Announitou (N-E Poissons). Ce zodiaque était sidéral, et non, comme celui d'aujourd'hui en Occident, tropical, mais la précession des équinoxes était un phénomène connu des Babyloniens

## Histoire
La transcription connue la plus ancienne du texte date de 686 av. J.-C. mais la plupart des chercheurs, sont d'avis que leur contenu aurait été compilé vers 1000 av. J.-C. Les dernières transcriptions antiques des tablettes Mul-Apin sont datées des environ de 300 av. J.-C.
L'astrophysicien Bradley Schaefer affirme que le catalogue d'étoiles d'Eudoxe repose essentiellement sur cette source. En se fondant sur la configuration du ciel à différentes époques et différents endroits de Mésopotamie, il estime que les observations rapportées dans ces tablettes ont été faites dans la région d’Assur vers 1370 av. J.-C..